# 永安寺塔
永安寺塔位于河北省保定市涿州市刁窝乡塔照村西北200米处。此地原有一寺院称永安寺，1952年，寺院建筑被全部拆除，仅存一塔。2013年，永安寺塔被列为中华人民共和国国务院列入第七批全国重点文物保护单位。